# 시코쿠 아일랜드 리그 plus
시코쿠 아일랜드 리그 plus(일본어: 四国アイランドリーグplus)는 시코쿠 지방을 기반으로 시작된 프로 야구 독립 리그로, 지역 야구 활성화 및 상위 리그 진출을 위해 만들어졌다. 처음에는 시코쿠 아일랜드 리그(四国アイランドリーグ)이었고, 시코쿠 지방의 4개의 현에서 1구단씩 가입해서 시작했다. 2008년에 규슈 지방의 2개 구단이 가입함에 따라 시코쿠 규슈 아일랜드 리그(四国・九州アイランドリーグ)로 이름을 바꾸었다. 창단함에 따라 현재의 명칭으로 변경됐다. 2010년 규슈의 구단들이 모두 탈퇴하고, 혼슈의 미에 스리 애로스가 참가하면서 리그 이름에 대한 검토를 시작, 2011년 1월 27일 시코쿠 아일랜드 리그 플러스로 이름을 변경했다.

## 참가팀
- 에히메 만다린 파이렛츠(愛媛マンダリンパイレーツ) (2005 ~ )
- 가가와 올리브 가이너스(香川オリーブガイナーズ) (2005 ~ )
- 고치 파이팅 독스(高知ファイティングドッグス) (2005 ~ )
- 도쿠시마 인디고 삭스(徳島インディゴソックス) (2005 ~ )
- 후쿠오카 레드 와블러스(福岡レッドワーブラーズ) (2008 ~ )
- 나가사키 세인츠(長崎セインツ) (2008 ~ )
- 타이세이 인터네트 (たいせいインテレネチ) (2024 〜)

## 우승 팀
- 2005-고치
- 2006-가가와
- 2007-가가와
- 2008-가가와